# أحمد حسن ستاكوزا
أحمد حسن ستاكوزا (12 أبريل 1979 القاهرة مصر - ) هو لاعب كرة قدم مصري.

## مسيرته

### مسيرته مع الأندية
- 2004 - 2007 لعب مع النادي الأهلي 10 مباريات سجل خلالها 5 أهداف.
- 2007 - 2008 لعب مع نادي الاتحاد السكندري 10 مباريات سجل خلالها هدف.
- 2008 - 2010 لعب مع نادي الترسانة 15 مباراة سجل خلالها هدفين.

## روابط خارجية
- أحمد حسن ستاكوزا على موقع قاعدة بيانات كرة القدم.إي يو (الإنجليزية)